# Вилхелм I фон Марк
Вилхелм I фон Марк (на немски: Wilhelm I von der Marck, „der Eber der Ardennen“; на нидерландски: Willem van der Marck, „Willem met de Baard“; на френски: Guillaume de La Marck, „Sanglier des Ardennes ou Guillaume à la barbe“; * ок. 1446; † 18 юни 1485 екзекутиран в Маастрихт) е нидерландски благородник от рода на Ламарките от Аремберг, господар на Льомен, Шлайден, Пеер и Егремон, управител на Княжество-епископство Лиеж.
Той е син на Йохан II фон Марк-Аренберг, господар на Седан, Аренберг († 1470) и съпругата му Анна фон Вирнебург († 1480), дъщеря на граф Рупрехт IV фон Вирнебург, губернатор на Люксембург († 1433) и втората му съпруга Агнес фон Золмс († 1415/1420).
Вилхелм I става регент на Лиеж, но заради несправедливости е изгонен. С френска помощ през 1482 г. той тръгва за отмъщение против Лиеж, побеждава войската на гражданите и убива епископ Луи де Бурбон с брадва. След това той влиза в Лиеж, избира син си за епископ. Той взема властта, става ръководител на противниците против Максимилиан I. Вилхелм е изоставен от Луи XI, който сключва мир на 23 декември 1482 г. с Максимилиан, и трябва да се подчини.
Вилхелм I фон Марк е обезглавен на 18 юни 1485 г. в Маастрихт и е погребан там.

## Фамилия
Вилхелм I се жени пр. 1463 г. за Йохана ван Арсхот ван Шонховен († 18 март 1506), дъщеря на Йохан IX д'Арсхот ван Шонховен и Елизабет фон Корсварем. Те имат децата: Между тях: 
- Йохан I (1462 – 1519), женен на 26 септември 1499 г. за Маргарета фон Рункел († 1547/1549), дъщеря на граф Вилхелм фон Рункел († 1489) и Ирмгард фон Ролинген († 1514)
- Вилхелм (Гийом) (1542 – 1516), господар на Монтбазон, женен за Ренее ду Фур, Даме де Монтбазон († 1506)
- Мария Маргарета († 1509), омъжена I. 1483 г. за Ланцелот де Берлаймонт († убит 1484), II. пр. 10 май 1492 г. за Фридрих фон Зомбрефе († 1504)
- Мария Изабела, омъжена за Жан Лотарингски, бастард де Водемон († 1510)